# Gomguk
El gomguk, también llamado gomtang o yuktang, es tanto un tipo de sopa coreana elaborada cociendo varios cortes de ternera (costilla, rabo, falda, cabeza, etcétera) durante mucho tiempo, o bien con hueso de ternera según el mismo método. El caldo de gomguk tiende a tener un color lechoso y rico y un sabor intenso. También puede hacerse con pollo y hueso de cerdo, como samgyetang y gamjatang.

## Variedades
- Sagol gomtang (사골곰탕), caldos de hueso blanco aderezado con rabo de ternera o falda cortada.[3][4][5]
- Kkori gomtang (꼬리곰탕), sopa de rabo de ternera.
- Seolleongtang (설렁탕), sopa de hueso de pierna de ternera cocida a fuego lento durante más de 10 horas hasta que adquiere un aspecto lechoso. Suele servirse en un bol conteniendo somyeon y trozos de ternera. Se usa cebolleta cortada y pimienta negra como condimentos.
- Galbitang (갈비탕), hecha con galbi o costilla de ternera.[5]
- Yukgaejang (육개장).
- Doganitang (도가니탕), hecha con rodilla de ternera.
- Samgyetang (삼계탕), hecha con gallina de Cornualles rellena con ginseng, arroz glutinoso, azofaifo, ajo y castaña. Suele comerse tradicionalmente en verano.
- Gamjatang (감자탕, ‘estofado de espina de cerdo’), sopa picante hecha con espina de cerdo, verdura (especialmente patata) y pimiento picante. Las vértebras suelen separarse. Se sirve a menudo como aperitivo de madrugada pero también puede servirse para comer o cenar.
- Dwaeji gukbap (돼지국밥), una sopa de cerdo representativa de la región costera de Gyeongsang-do.